# Hilario Apraiz
Hilario Apraiz Zárate (Bilbao, 8 de julio de 1910 - 2 de agosto de 2011) fue un arquitecto español. 

## Biografía
A los 18 años se trasladó a Barcelona para estudiar arquitectura. Después de la Guerra Civil consiguió volver a su ciudad natal.
Sus obras están presentes en localidades como Bermeo, Amorebieta, Artea, Guernica y Luno, Bilbao y Orozco. Destaca la construcción de la iglesia de esta última localidad.
Era un amante de los deportes. A los 60 años aprendió a esquiar, pero abandonó su afición 20 años después aconsejado por sus hijos, después de que su mujer sufriera un accidente mientras practicaba este deporte.
Su hijo, Josu, falleció en 2003, hecho que le marcó en el último tramo de su vida. Con el motivo de su centenario recibió un homenaje por parte de la delegación vizcaína del Colegio Oficial de Arquitectos Vasco-Navarro. Falleció en su ciudad natal a la edad de 101 años.